# Villa Espora
Villa Espora es una localidad del partido de Bahía Blanca, provincia de Buenos Aires, Argentina.
La localidad se encuentra a 11 km al este del centro de la ciudad de Bahía Blanca sobre la ex Ruta Nacional 252.

## Población
Se encuentra dentro del Gran Bahía Blanca. Cuenta con 1,604 habitantes (Indec, 2001), incluyendo la Base Aeronaval Comandante Espora.

## Despliegue de las Fuerzas Armadas
| Unidad                                                | Abreviatura |
| ----------------------------------------------------- | ----------- |
| Fuerza Aeronaval N.º 2                                | FAE2        |
| Escuadra Aeronaval N.º 2                              | EAN2        |
| Escuadra Aeronaval N.º 3                              | EAN3        |
| Centro de Adiestramiento de la Fuerza Aeronaval N.º 2 | CIFA        |
| Base Aeronaval Comandante Espora                      | BACE        |
| Escuadrilla Aeronaval Antisubmarina                   | EA2S        |
| 1.ª Escuadrilla Aeronaval de Helicópteros             | EA1H        |
| 2.ª Escuadrilla Aeronaval de Helicópteros             | EA2H        |
| Escuadrilla Aeronaval de Caza y Ataque                | EA32        |